# Delage
A Delage Automobiles, comumente conhecida como Delage, é uma empresa automobilística francesa, fundada em 1905 em Levallois, um subúrbio da região noroeste de Paris.

## Histórico

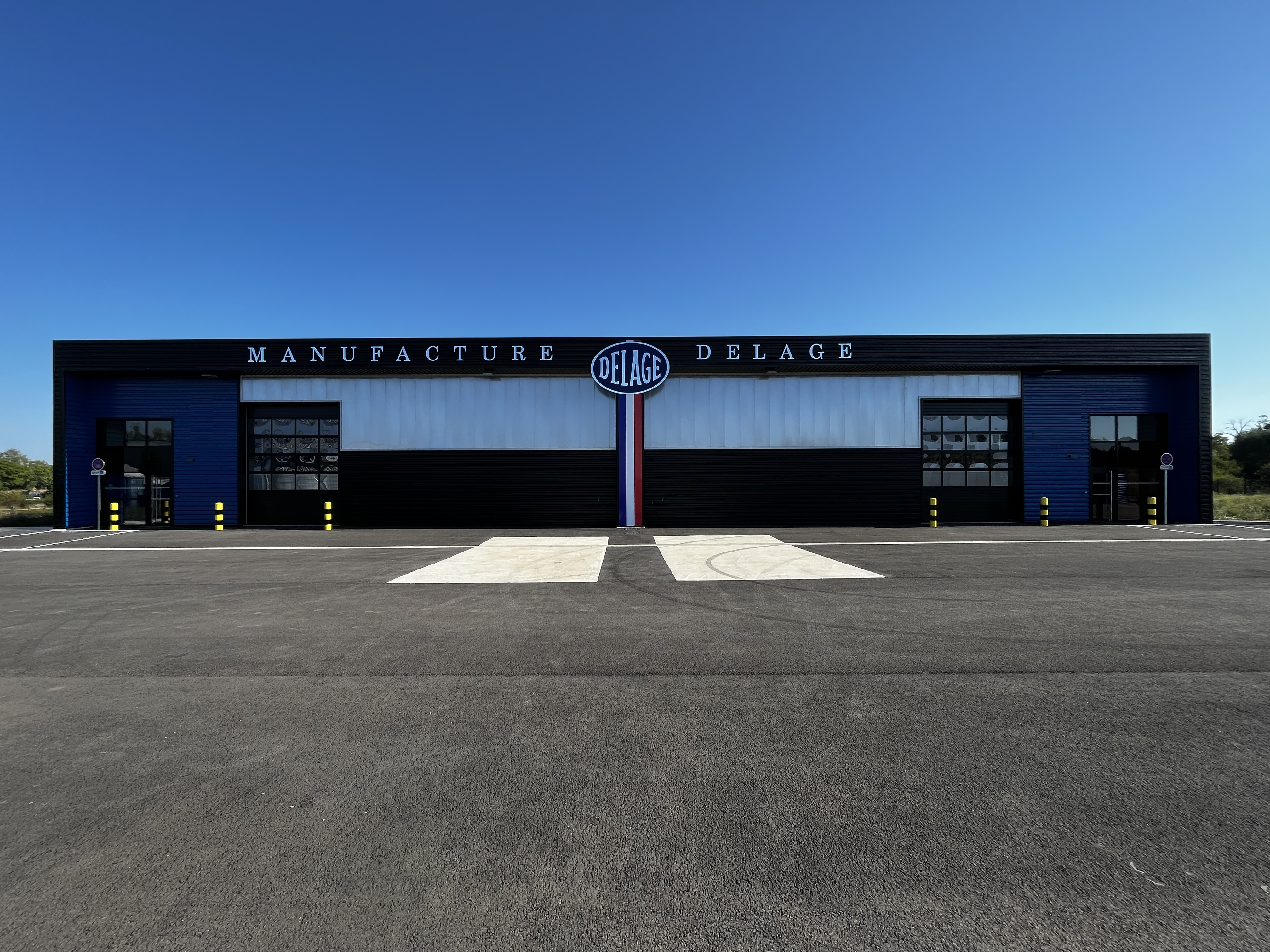

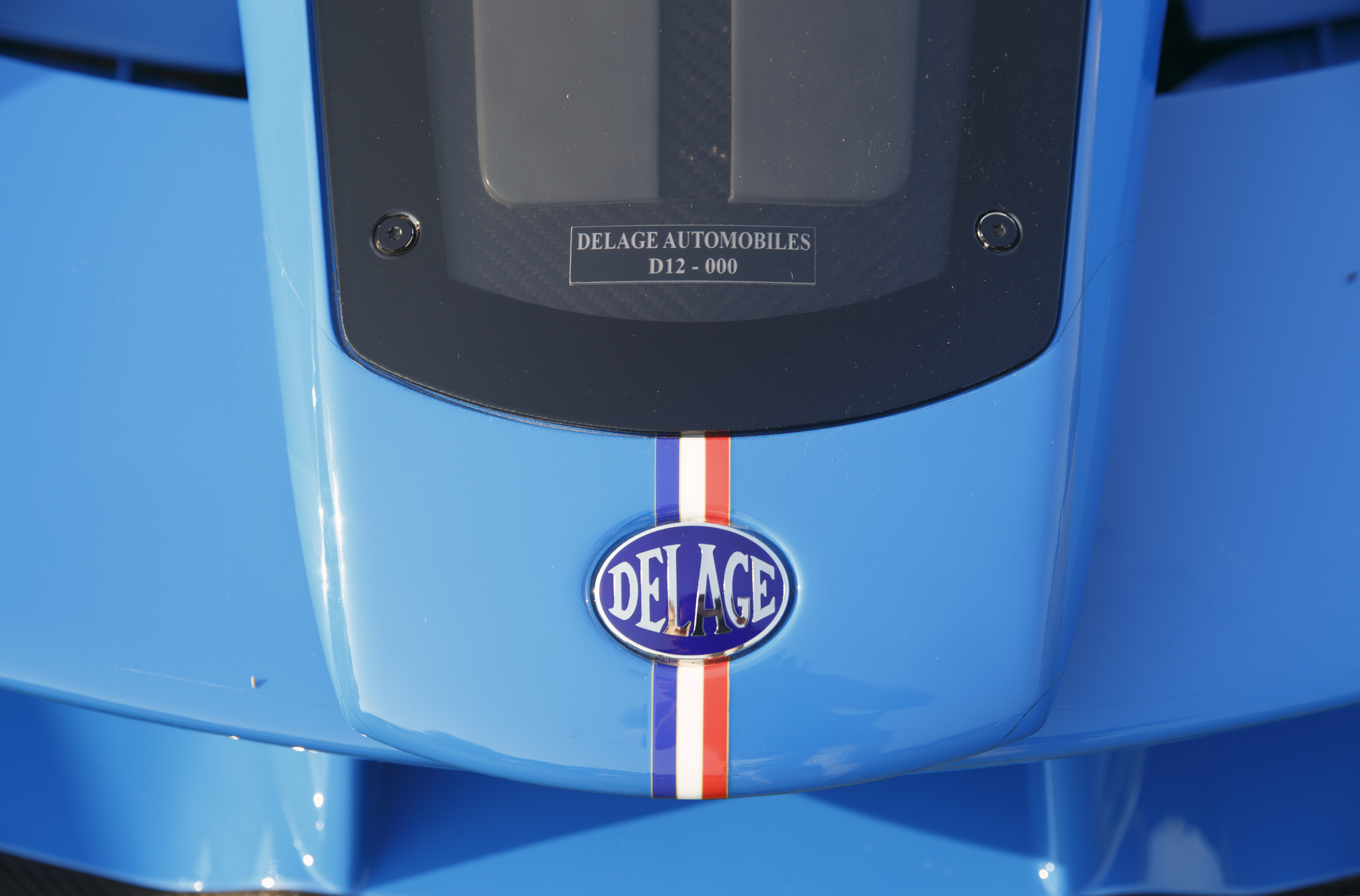

Criada por Louis Delâge (1874-1947), um jovem e ambicioso engenheiro que tinha trabalhado para a Peugeot. Inicialmente, a empresa tinha apenas uma fábrica, que, com motores e transmissão adquiridos de terceiros, projetava suas próprias carrocerias e montava os seus automóveis. Em 1908, como novas técnicas de produção foram aplicadas, a marca obteve sucesso e pôde competir no Grande Prêmio da França. Um ano depois, a Delage já fabricava seus próprios motores e avançadas carrocerias. A Delage, então, começou a ganhar importantes provas até 1914. Com o início da I Guerra Mundial, a nova fábrica, situada próxima a Courbevoie, foi convertida para produção militar.
No entre-guerras, a empresa prosperou e passou a produzir veículos de alto luxo, com exclentes motores. Nas competições, a equipe Delage era uma das principais dos anos 20, com nomes de destaque na época, tais como: René Thomas, vencedor das 500 milhas de Indianápolis de 1914, Robert Benoist, Louis Wagner e Robert Sénéchal. Em 1924, um Delage conduzido por Thomas estabeleceu um recorde mundial de velocidade, com 230km/h. A Delage venceu os Grand Prix da Grã-Bretanha (1926 e 1927), França (1925 e 1927), Espanha (1925 e 1927) e Itália (1927).
Apesar de tanto sucesso, a Delage foi duramente atingida pela Grande Depressão e, em 1935, a fábrica de Courbevoie foi fechada e o ferramental, vendido. A Delahaye, porém, conseguiu licença para produzir carros sob a marca Delage. Apenas um modelo foi produzido e saiu de linha em 1953.
Em outubro de 2019, a associação “Les Amis de Delage”, criada em 1956 e proprietária da marca Delage, anunciou a refundação pelo empresário francês Laurent Tapie da empresa Delage Automobiles com a criação de um supercarro francês denominado Delage D12 cuja produção é anunciada limitado a 30 exemplares. A sua produção começa no final de 2023 e as primeiras entregas do D12 estão previstas para o final de 2024.

## Modelos

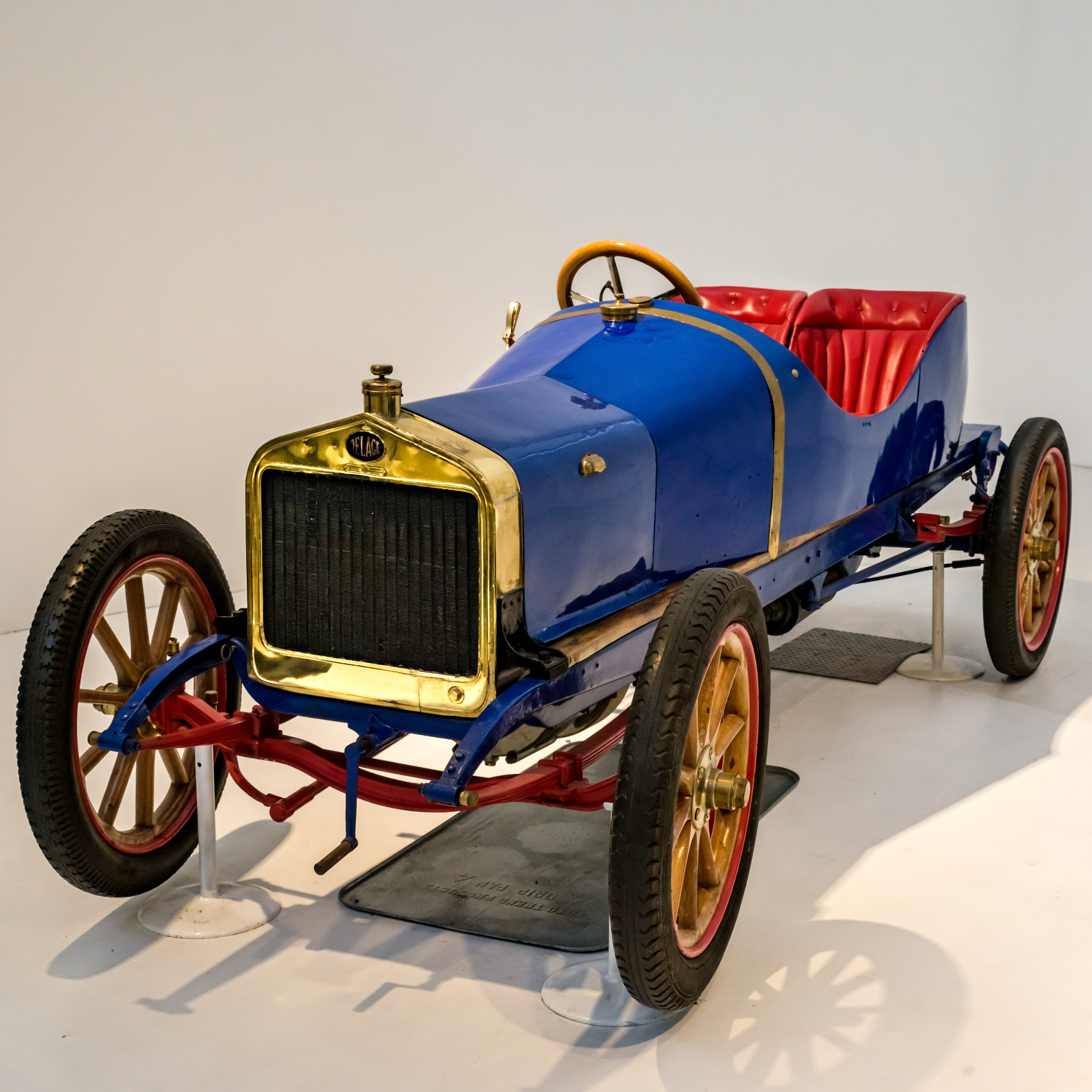
Delage Type F (1908)
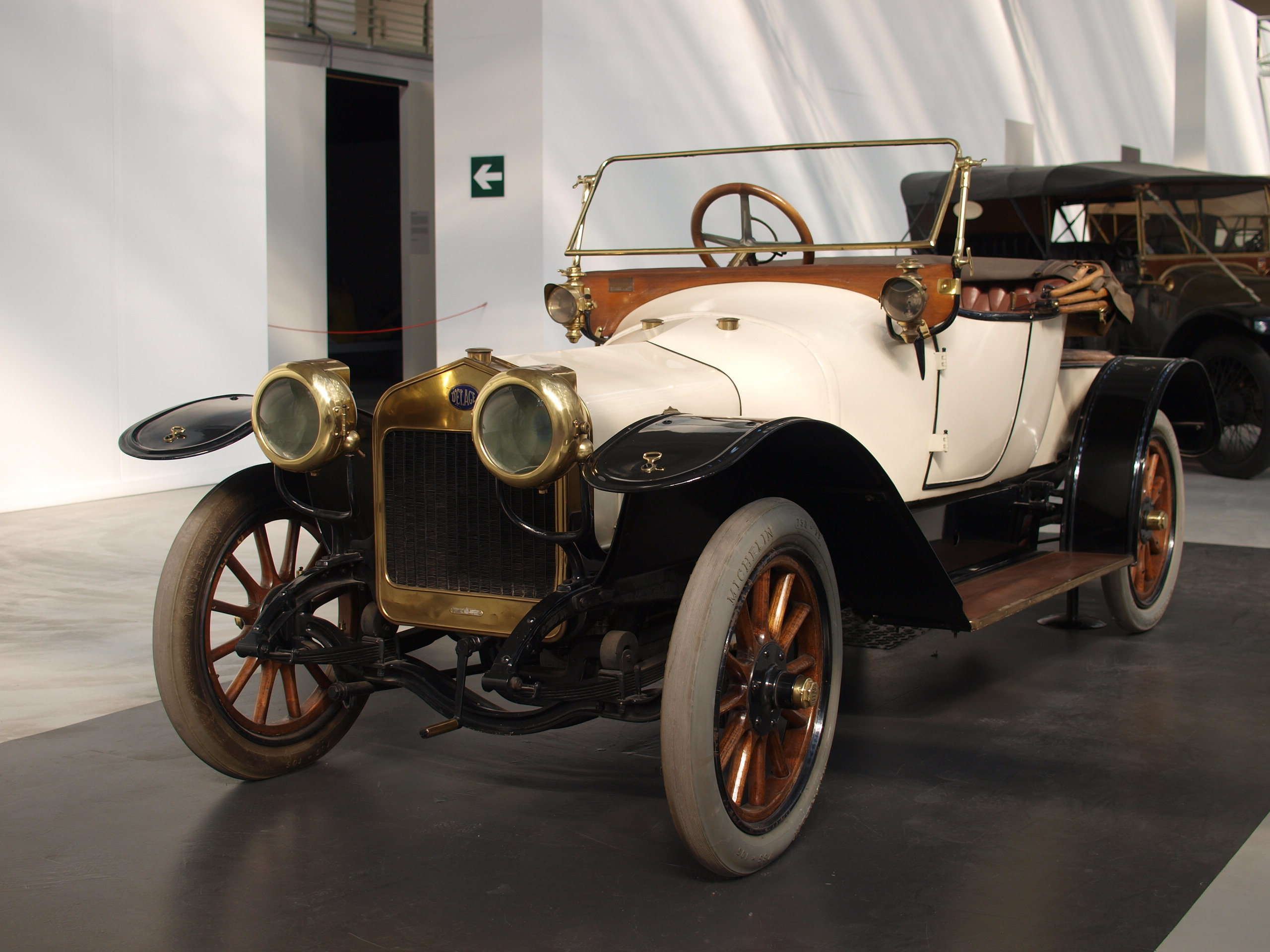
Delage Type AB (1913)
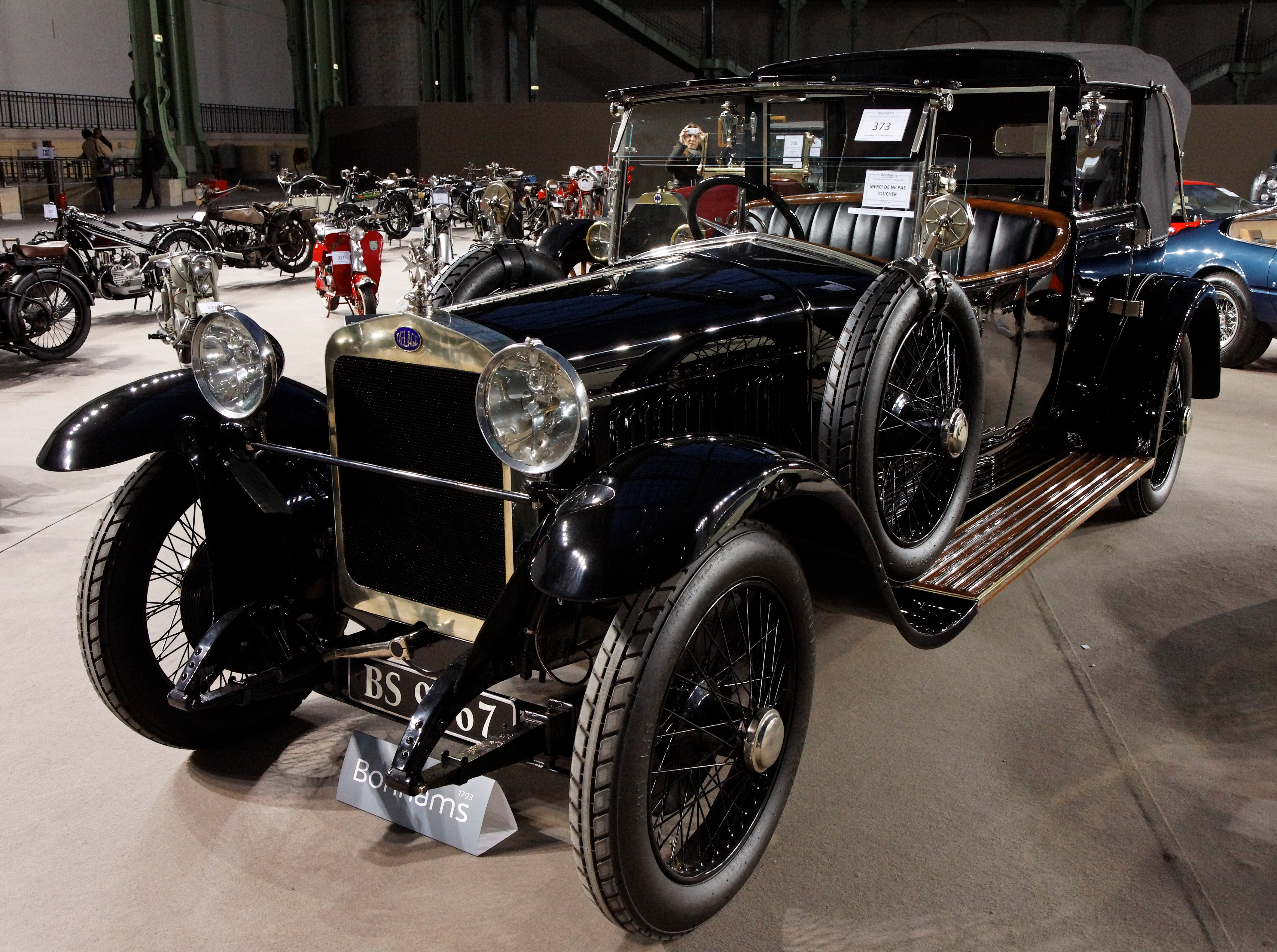
Delage Type CO (1920)
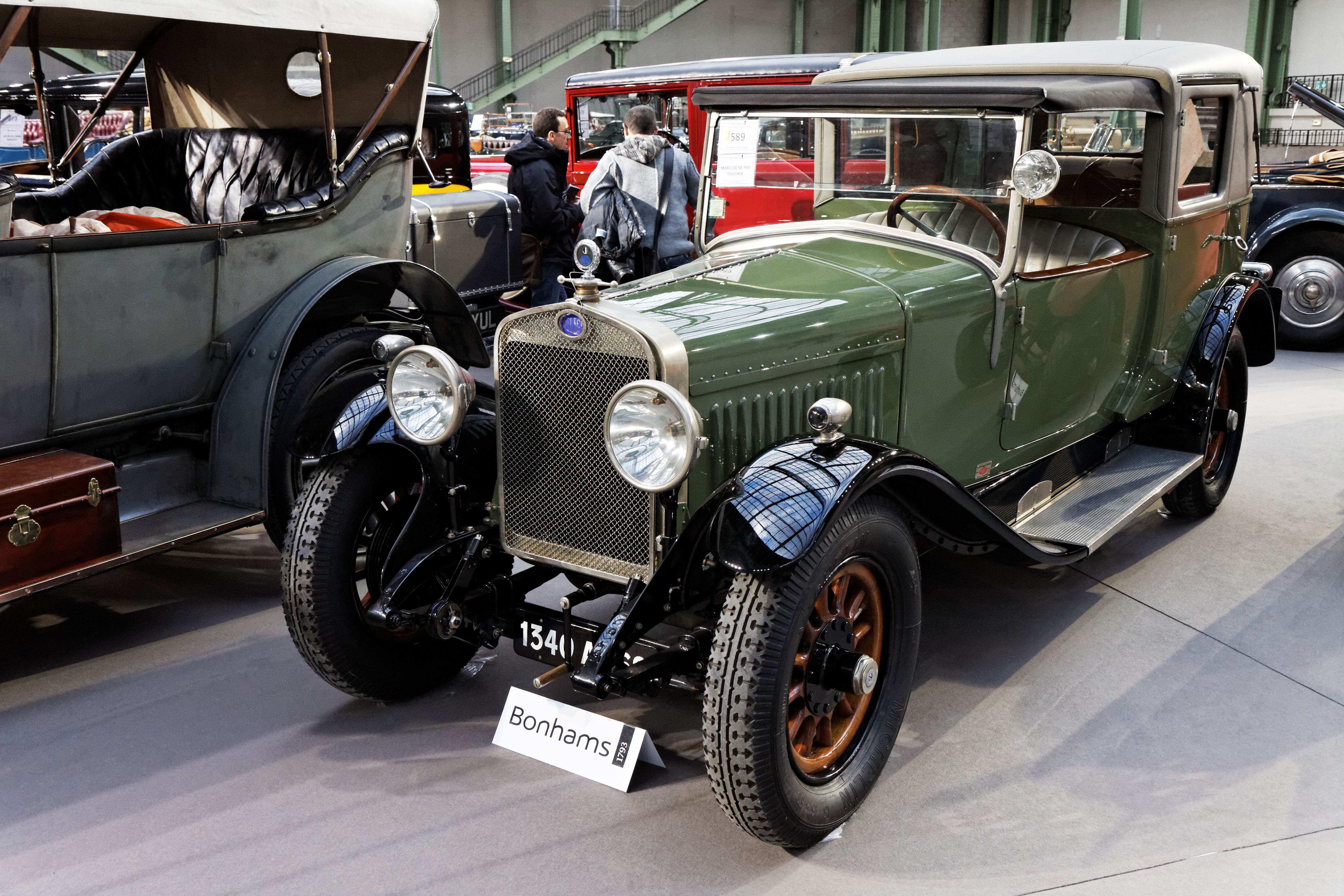
Delage Type DI (1927)
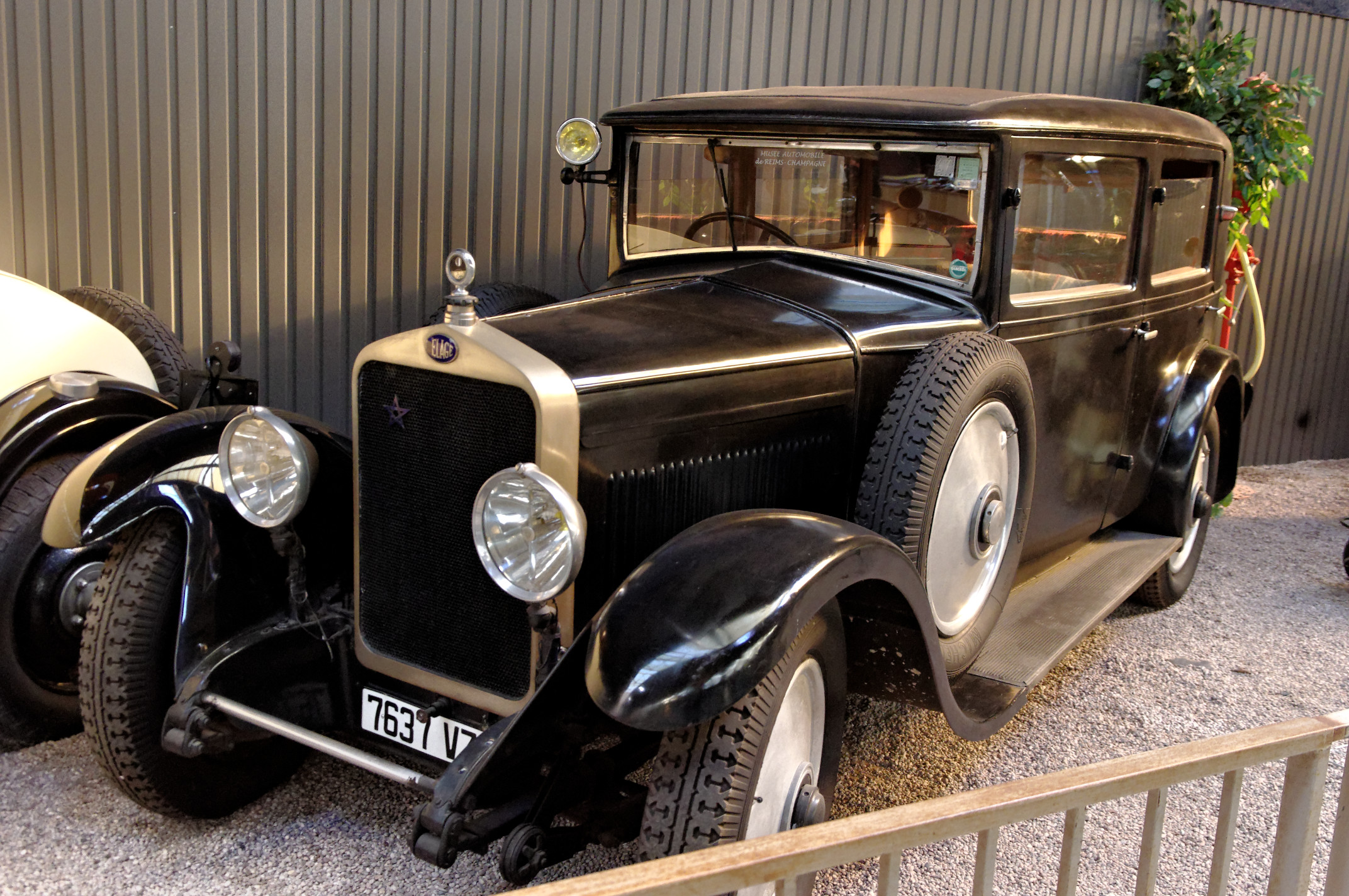
Delage DR 70 (1929)
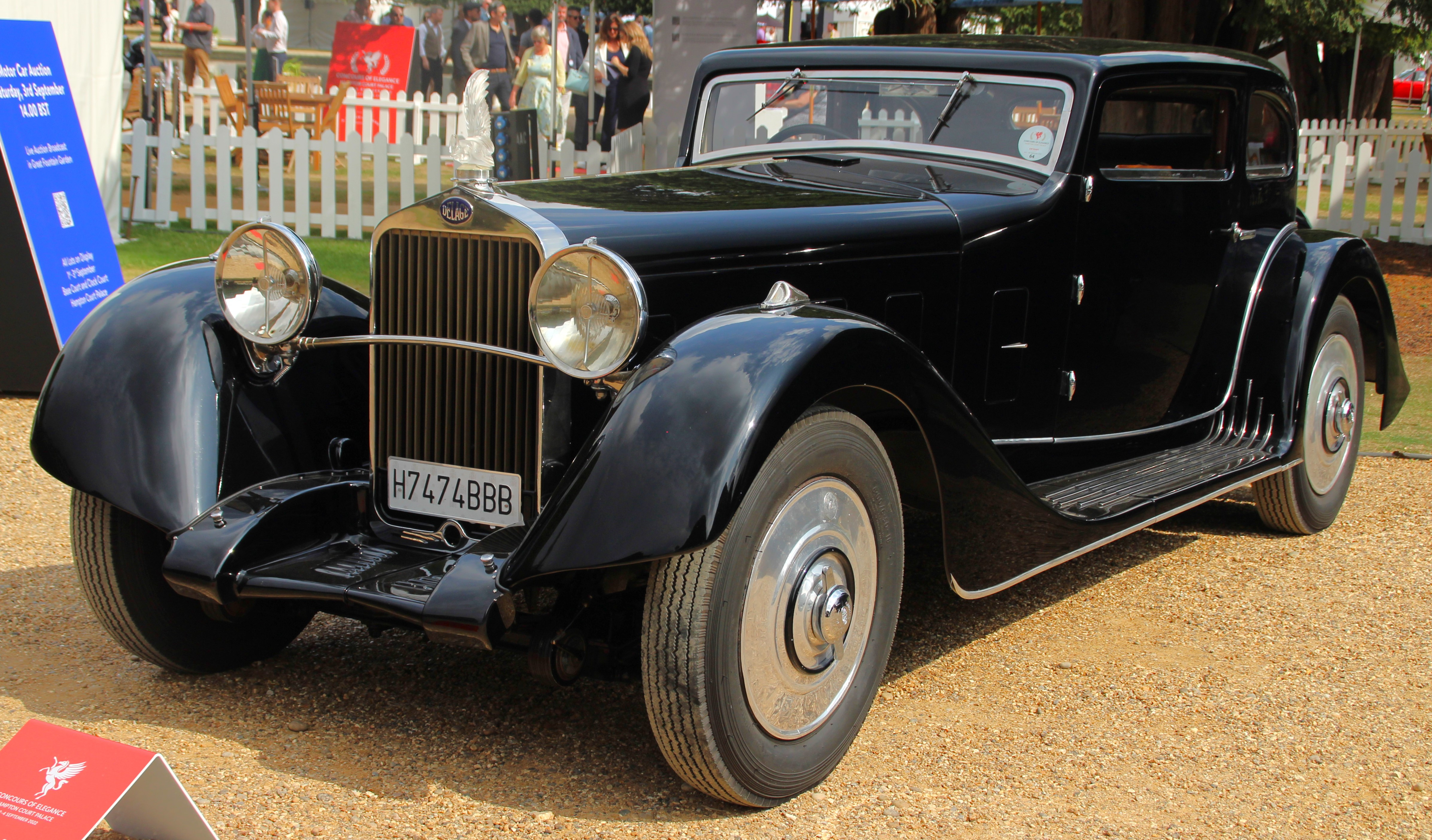
Delage D8 S (1933)
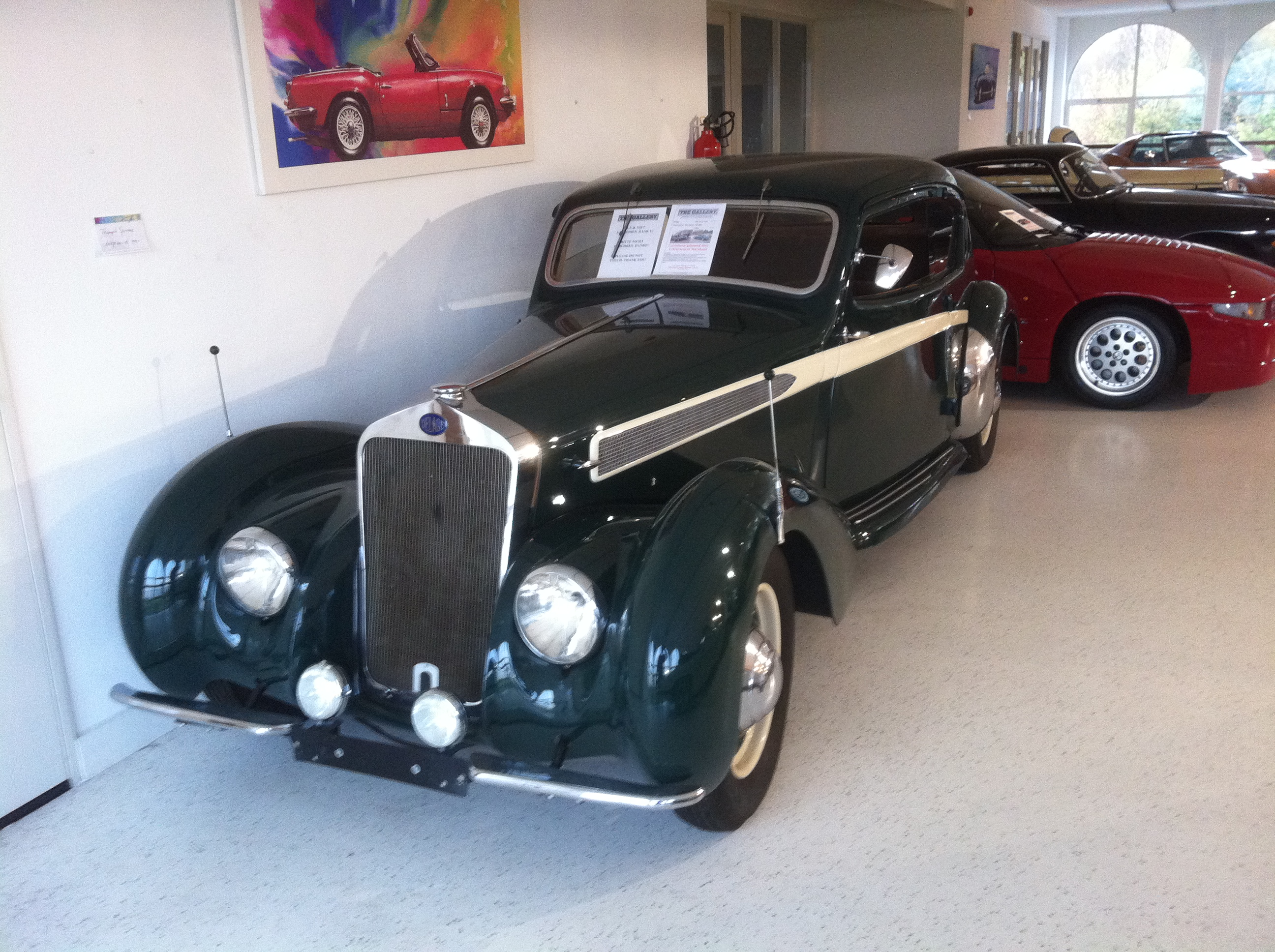
Delage D6 (1938)
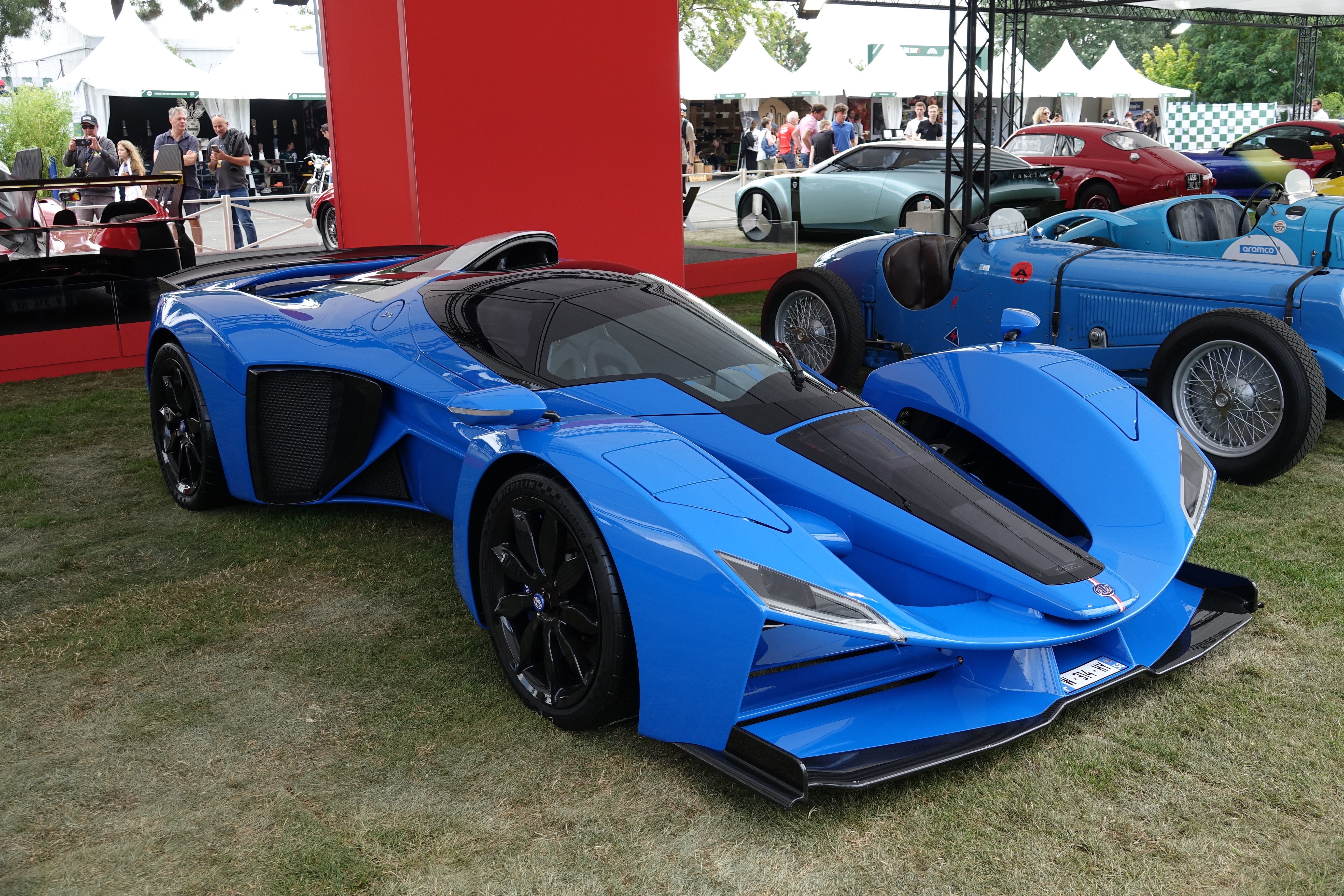
Delage D12 (2023)